# Ghost in the Shell: Stand Alone Complex (videogioco)
Ghost in the Shell: Stand Alone Complex (攻殻機動隊 STAND ALONE COMPLEX?, Kōkaku kidōtai Sutando Arōn Konpurekkusu) è un videogioco d'azione in terza persona pubblicato per PlayStation 2 e per PSP. È basato sulla serie TV animata giapponese (anime) Ghost in the Shell: Stand Alone Complex, a sua volta liberamente tratta dal manga Ghost in the Shell di Masamune Shirow.

## Trama
Il gioco è ambientato subito dopo quanto accaduto nella prima stagione dell'anime Ghost in the Shell: Stand Alone Complex. Gli eventi narrati della serie differiscono da quelli del gioco.
Nell'anno 2030 la criminalità informatica, lo spionaggio e il terrorismo affliggono la società mondiale già combattuta tra l'importanza dei valori umani e l'inarrestabile progresso della tecnologia. Come membro di un'organizzazione governativa nota come Sezione 9, il maggiore Motoko Kusanagi deve scoprire cosa si nasconde dietro al misterioso caso conosciuto come T.A.R.

## Modalità di gioco
I personaggi utilizzabili dal giocatore sono:
- il maggiore Motoko Kusanagi
- Batou
- i Tachikoma

### Componenti sbloccabili
Terminando il gioco è possibile sbloccare elementi aggiuntivi:
- Livello di difficoltà facile: quattro costumi per Motoko Kusanagi, quattro costumi per Batou, granate illimitate, munizioni illimitate, un nuovo livello (Il Duomo) e Motoko Kusanagi e Batou come personaggi utilizzabili nella modalità multiplayer.
- Livello di difficoltà normale: Arm Suit e personaggi gestiti dal computer come avversari nella modalità multiplayer.
- Livello di difficoltà difficile: Tachikoma come personaggio utilizzabile nella modalità multiplayer, tre costumi per il Tachikoma.
- Tutti i livelli di difficoltà in successione: lanciagranate con munizioni illimitate, pistola laser con munizioni illimitate.

Finendo il gioco senza mai utilizzare l'opzione "continua" è possibile sbloccare munizioni illimitate per tutte le armi.

## Versione per PSP
Il 15 settembre 2005, in Giappone, e il 24 ottobre 2005, in Italia, è stato pubblicato un gioco chiamato Ghost in the Shell: Stand Alone Complex anche per PSP. Dal punto di vista della trama è in realtà il sequel diretto della versione per PlayStation 2. Concettualmente simile al suo prequel, è uno sparatutto in prima persona e narra una storia successiva a quella dell'incarnazione PS2. I Tachikoma, personalizzabili e adoperabili sia dal computer che dal giocatore, accompagnano quest'ultimo per tutto il tempo. Il giudizio dei media sul gioco è generalmente critico, con recensioni che denotano problemi nel comparto grafico e nel gameplay.